# 民族解放社会党
民族解放社会党（加泰罗尼亚语：Partit Socialista d'Alliberament Nacional，缩写为PSAN）是西班牙加泰罗尼亚语地区的一个已不存在的共产主义政党。该党成立于1969年，由加泰罗尼亚民族阵线的一些左翼派系组建。2015年10月20日，该党解散。该党主张加泰罗尼亚语地区独立。该党的意识形态是社会主义、马克思列宁主义。该党的政治立场是左翼。该党的总部位于巴伦西亚。该党曾参加加泰罗尼亚争取独立团结选举联盟。